# 小川守正
小川 守正（おがわ もりまさ、1922年1月23日 - 2019年3月2日）は、日本の実業家、文筆家。

## 生涯
旧制甲南高等学校卒業。1944年九州帝国大学工学部航空学科卒業。川西航空機へ入社するが戦後解散。小型三輪車の明和自動車に移り、同社で労組委員長をつとめた。
1955年松下電器産業入社。電子レンジ事業部長等を経て、1977年独立分社、松下住設機器専務、1982年社長。
1984年退職。甲南学園理事長、近畿大学工学部教授。松下電器産業客員、PHP研究所参与、甲南病院理事長。

## 著書
- 『実践経営学 松下幸之助に学んだ自主責任経営とは』PHP研究所 1990　のち文庫
- 『勝利の哲学 クラウゼヴィツの戦略論』PHP研究所 1995
- 『勝ち残る経営 創造的戦略が企業を活性化する』PHP研究所 1998
- 『昭和前史に見る武士道 続平生釟三郎・伝』燃焼社 2005

### 共著
- 『部品加工工業における製品検査』深尾吉志共著 日刊工業新聞社 1962
- 『暗雲に蒼空を見る平生釟三郎』上村多恵子共著 PHP研究所 1999
- 『平生釟三郎・伝 世界に通用する紳士たれ』上村多恵子共著 燃焼社 1999
- 『大地に夢求めて ブラジル移民と平生釟三郎の軌跡』上村多恵子共著 神戸新聞総合出版センター 2001

## 注
1. ↑  「小川守正さん死去　97歳　甲南学園名誉理事」『毎日新聞』2019年3月11日。オリジナルの2019年3月14日時点におけるアーカイブ。2019年3月15日閲覧。
2. ↑  『現代日本人名録』